# Hrvatsko psihološko društvo
Hrvatsko psihološko društvo (HPD), strukovna udruga psihologa u Hrvatskoj. Osnovano je 20. veljače 1953. godine. Pravna je osoba sa sjedištem u Zagrebu. Članovi su fizičke osobe i pravne osobe - udruge psihologa osnovane u Republici Hrvatskoj, zainteresirane za rad i pružanje doprinosa ostvarivanju ciljeva HPD-a, te koje prihvaćaju odredbe Statuta. Članstvo može biti redovito, pridruženo, studentsko, umirovljeničko i počasno.

## Tijela
Tijela HPD-a su Skupština, predsjednik, prvi i drugi dopredsjednik, Upravni odbor, Izvršni odbor, Nadzorni odbor i Sud časti.

## Ciljevi
Ciljevi su:
- razvoj, promicanje i popularizacija svih grana teorijske i primijenjene psihologije
- skrb o društvenom položaju i promidžbi psihologije kao struke
- razvoj i promicanje znanosti, obrazovanja i cjeloživotnog učenja
- koordinacija djelovanja stručnih sekcija, županijskih/gradskih društava psihologa i prezentacija aktivnosti

Ciljane skupine su:
- akademska zajednica
- studenti i
- građani - opća populacija.

## Sekcije
Sekcije HPD-a su:
- Sekcija za forenzičnu psihologiju
- Sekcija za kliničku psihologiju
- Sekcija psihologa u medicini rada
- Sekcija za penološku psihologiju
- Sekcija za razvojnu psihologiju rane i predškolske dobi
- Sekcija za profesionalno usmjeravanje
- Sekcija za psihologiju razvojnih teškoća i invaliditeta
- Sekcija za psihologiju rada i organizacijsku psihologiju
- Sekcija psihologa u socijalnoj skrbi
- Sekcija za psihologiju športa i tjelesnog vježbanja
- Sekcija za školsku psihologiju
- Sekcija za vojnu psihologiju
- Sekcija psihologa u palijativnoj skrbi
- Sekcija za psihologiju seksualnosti i psihologiju roda
- Sekcija za prometnu psihologiju
- Sekcija za psihologiju obitelji, braka i partnerstva
- Sekcija za psihologiju starenja
- Sekcija za zdravstvenu psihologiju
- Studentska sekcija
- Sekcija za psihodinamsku psihologiju
- Sekcija za ljudska prava i psihologiju
- Sekcija za ekološku psihologiju
- Sekcije za povijest psihologije

## Vanjske poveznice
- Službene stranice
- Facebook